# Павоне-дель-Мелла
Павоне-дель-Мелла (итал. Pavone del Mella) — коммуна в Италии, в провинции Брешиа области Ломбардия.
Население составляет 2593 человека, плотность населения составляет 236 чел./км². Занимает площадь 11 км². Почтовый индекс — 25020. Телефонный код — 030.
Покровителем коммуны почитается святой Бенедикт Нурсийский, празднование 21 марта.